# Силова лінія

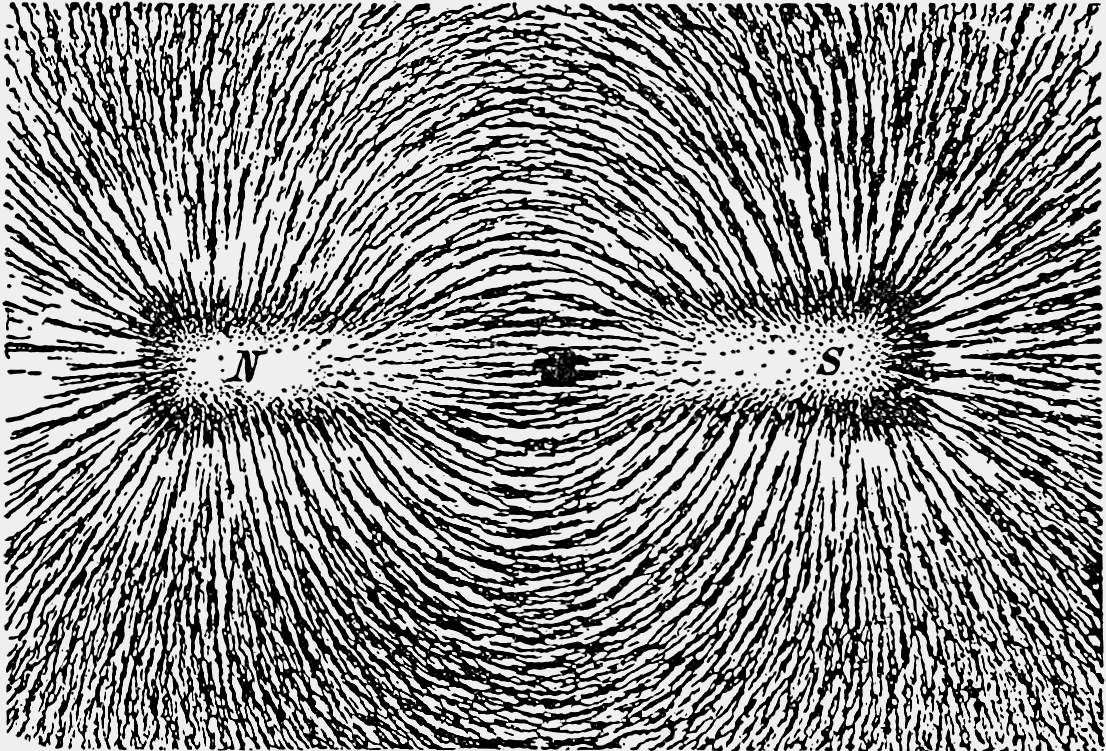
Силові лінії навколо магніту.

Силова́ лі́нія векторного поля — це уявна лінія в просторі, дотична до якої в будь-якій точці збігається з напрямком поля в цій точці.
Концепція силових ліній допомагає візуалізувати векторні поля в просторі.
Силові лінії перпендикулярні до еквіпотенціальних поверхонь.
Силові лінії електричного поля починаються в точках розташування позитивного заряду, або на нескінченності, і закінчуються в точках розташування негативного заряду, або на нескінченості.
Силові лінії магнітного поля починаються на полюсах магніту і ведуть до протилежних полюсів, ніколи не виходячи на нескінченність.
Силові лінії вихрового поля замкнуті.
Силові лінії магнітного поля поза магнітом виходять з північного, а заходять у південний. Всередині магніту навпаки — з південного до північного
Найщільніще розташовані біля полюсів магніту. Ніколи не перетинаються.